# Raggruppamento delle Forze Democratiche
Il Raggruppamento delle Forze Democratiche (in francese: Rassemblement des Forces Démocratiques - RFD; in arabo: تكتل القوى الدیمقراطیة) è un partito politico mauritano di orientamento socialdemocratico e secolarista fondato nel 2000, in seguito allo scioglimento, da parte del governo, dell'Unione delle Forze Democratiche.

## Risultati
| Elezione                          | Candidato                                 | Voti    | %     | Esito      |
| --------------------------------- | ----------------------------------------- | ------- | ----- | ---------- |
| Presidenziali 2003                | Ahmed Ould Daddah                         | 45 314  | 6,9   | Non eletto |
| Presidenziali 2007 1º e 2º turno) | Ahmed Ould Daddah                         | 153 252 | 20,69 | Non eletto |
| Presidenziali 2007 1º e 2º turno) | Ahmed Ould Daddah                         | 333 185 | 47,15 | Non eletto |
| Presidenziali 2009                | Ahmed Ould Daddah                         | 106 263 | 13,66 | Non eletto |
| Presidenziali 2019                | Mohamed Ould Mouloud (dell'UFP; con UNAD) | 22 695  | 2,44  | Non eletto |

### Elezioni parlamentari
| Elezione          | Voti   | %    | Seggi   |
| ----------------- | ------ | ---- | ------- |
| Parlamentari 2018 | 19 273 | 2,83 | 3 / 155 |